# 克丽丝滕·普雷斯
克莉絲汀·安瑪莉·普雷斯（英語：Christen Annemarie Press，1988年12月29日—）是美国職業女子足球运动员，司職前鋒，現效力國家女子足球聯賽球隊天使城和美國國家女子足球隊。她曾代表美国参加2015年和2019年國際足協女子世界盃並獲得兩屆世界盃冠軍，以及2016年和2020年夏季奥林匹克运动会足球比赛，其中2020年奥运会获得一枚铜牌。

## 外部連結
- 克丽丝滕·普雷斯 – FIFA國際賽競賽紀錄 (存檔)
- 克丽丝滕·普雷斯－UEFA國際賽競賽紀錄
- The RE-CAP Show podcast （页面存档备份，存于）
- U.S. Soccer player profile （页面存档备份，存于）
- 克丽丝滕·普雷斯在國家女子足球聯賽
- Angel City FC player profile （页面存档备份，存于）
- Utah Royals FC player profile （页面存档备份，存于）
- .   [2019-04-20]. （原始内容存档于2017-01-07）.
- .   [2010-12-04]. （原始内容存档于2013-03-29）.
- 克丽丝滕·普雷斯的X（前Twitter）
- 克丽丝滕·普雷斯的Instagram帳戶
- RE—INC Official Website （页面存档备份，存于）
- RE—INC Membership （页面存档备份，存于）